# Casa Just (Vilafranca del Penedès)
La Casa Just, abans coneguda com a Cal Pecero, és a la zona d'eixample vuitcentista de Vilafranca del Penedès urbanitzada a partir de l'enderrocament de l'antiga muralla medieval. L'estil de l'obra combina elements de l'eclecticisme i del modernisme. Edifici entre mitgeres i de dues crugies, format per planta baixa, dos pisos, golfes i terrat. Els elements a destacar són els mosaics del capdamunt de la façana, amb representació de paisatges, i la utilització de peces ceràmiques i maó com a elements ornamentals.